# Застава Руске СФСР
Застава Руске СФСР је усвојена 9. јануара 1954. године од стране владе Руске СФСР. Ова застава је била у употреби до 1. новембра 1991. године, када је замењена данашњом заставом Русије.

## Историјат
Прва застава Руске СФСР усвојена је 20. априла 1918. године на заседању президијума Сверуског централног извршног комитета Совјета радничких, сељачких, војних и козачких депутата. Застава је била црвена са ћириличним натписом пуног имена државе, који се протезао у три реда. Ова застава је кориштена до 17. јуна 1918. године, када ју је президијум заменио новом заставом. Нова застава је такође била црвене боје, са стилизованим ћириличним натписом скраћенице имена државе (РСФСР), а који је био омеђен златном линијом.
Године 1920. президијум је осим државне усвојио и поморску заставу РСФСР, која је била у употреби све до 1924, иако је Совјетски Савез основан још 1922. године. Ова застава је била црвена са великим натписом скраћеног имена државе, сребрне боје.
Доношењем новог Устава РСФСР, 21. јануара 1937. године усвојена је и нова застава. На овој застави је уклоњено стилизовано скраћено име државе и златна линија, а заменио их је једноставнији натпис. Ова застава је 9. јануара 1954. године замењена заставом која ће најдуже бити у употреби за време постојања Руске СФСР. Застава је била црвене боје са вертикалном плавом траком на левој страни. У горњем левом куту налазио се златни срп и чекић, а изнад њега петокрака црвена звезда.
Након економско-политичких промена у Совјетском Савезу и напуштања идеологије марксизма-лењинизма, Врховни совјет РСФСР је 1. новембра 1991. усвојио нову заставу РСФСР, која је увелико личила поморској застави Руске Империје пре 1918. године, односно састојала се од беле, плаве и црвене хоризонталне траке. Ова застава је остала у употреби све до 11. децембра 1993. године.

## Историјске заставе
- 20. април – 18. јун 1918
- Предлог за нову заставу 1918.
- 1918 – 1937
- 1937 – 1954
- 1991 – 1993